# Kosovos historia
Denna artikel berör Kosovos historia
Kosovo formades 1945 som en autonom provins inom Jugoslavien.

## Antiken

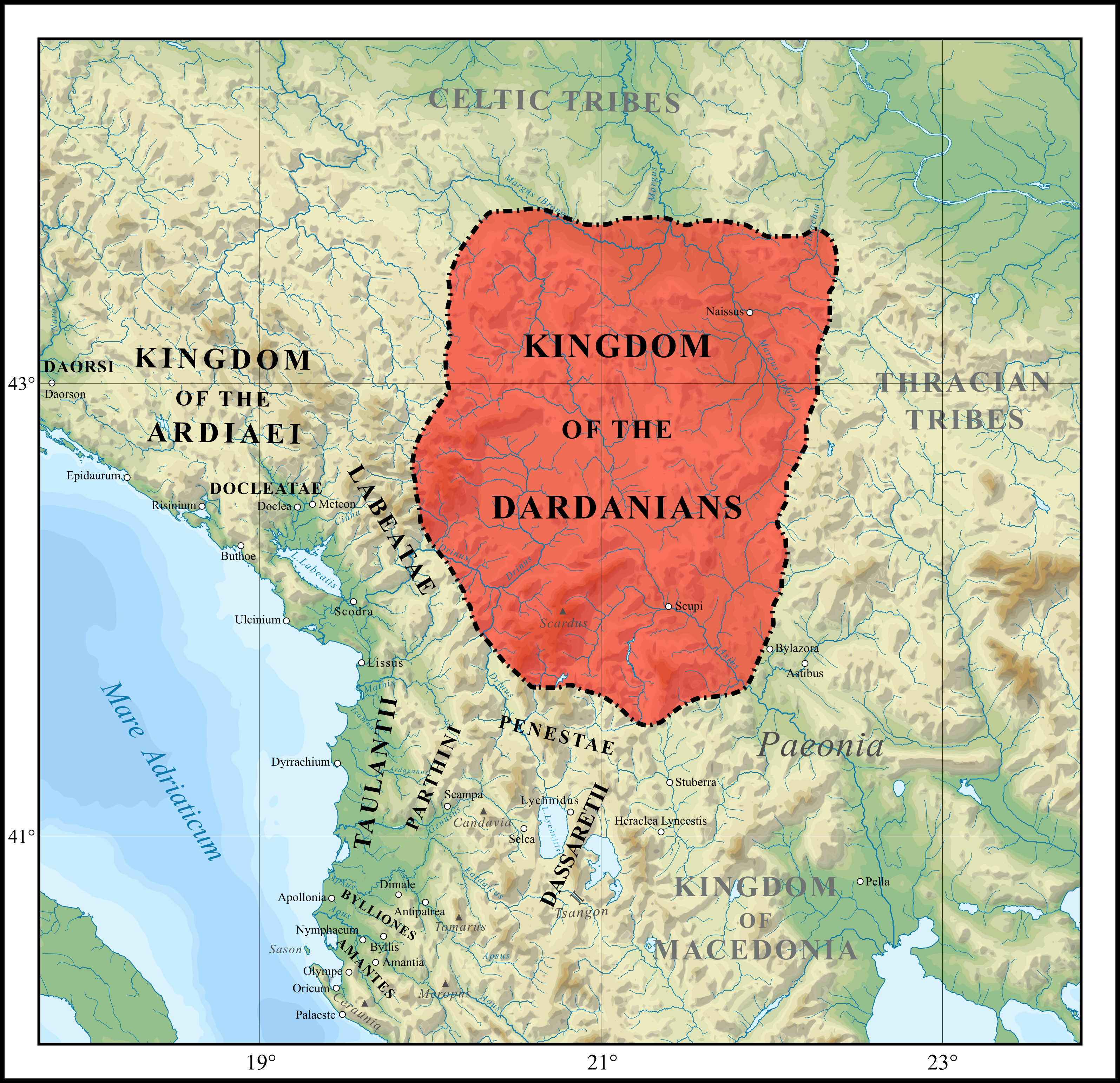
Kungariket Dardanien på 200-talet f.Kr.

Under antiken utgjorde Kosovo en del av en större region som kallades Dardanien. Området låg ofta i krig med det växande Makedonien och dess södra del erövrades under Filip II, far till Alexander den store. Området kom senare att bli en del av Romarriket då Augustus erövrade området år 28 före Kristus och området kom att ligga i provinsen Moesien.

## Medeltiden
Sedan den bysantinske kejsaren Herakleios (610–641) bjöd in slaverna till Balkan på 600-talet e.Kr. har Kosovo varit bebott av serber. Under 1100-talet blev Serbien ett självständigt rike och Kosovo låg då i landets centrum. Under efterföljande århundraden fram till efter den serbiska tsaren Stefan Dušans imperium på 1300-talet, som sträckte sig över hela västra Balkan, var Kosovo Serbiens politiska, ekonomiska, religiösa och kulturella centrum. Flera hundra serbisk-ortodoxa kyrkor och kloster byggdes i Kosovo och Metohija under denna tid.
Den 28 juni 1389 stod slaget vid Kosovo Polje mellan å ena sidan en kristen allierad styrka (bestående av mestadels serber men även många albaner, bosnier, kroater, ungrare, bulgarer, vlaker och andra) under befäl av den serbiske prinsen Lazar Hrebeljanović, den bosniske befälhavaren Vlatko Vuković och den serbiska adelsmannen Vuk Branković, och å den andra trupper tillhöriga Osmanska riket (varav en icke obetydlig del utgjordes av serber och greker). Den kristna armén besegrades och Lazar avrättades, men även den osmanske sultanen Murat I dog, mördad av Miloš Obilić, och osmanerna kunde inte konsolidera segern. En stor del av den serbiska armén gick under och under efterföljande år stod Serbien svagt mot osmanerna. Området blev 1448 ett osmanskt lydrike, för att 1459 uppgå i riket tillsammans med övriga Serbien, som blev ett självstyrande despotat under Osmanska riket. Som en del av Osmanska riket fick den serbiska befolkningen färre rättigheter än vad man hade haft under de kristna härskarna, även om livegenskapen avskaffades. Dock diskriminerades kristna bönder vid konflikt med muslimska då rättsväsendet favoriserade utövare av islam. Dessutom införde osmanerna blodskatt, vilket innebar att kristna bönder, som var befriade från reguljär militärtjänst, kunde bli tvungna att lämna sina söner som slavar, för att sedan bli muslimer och ingå i den osmanska armén.

## 1600-talet till slutet av 1800-talet

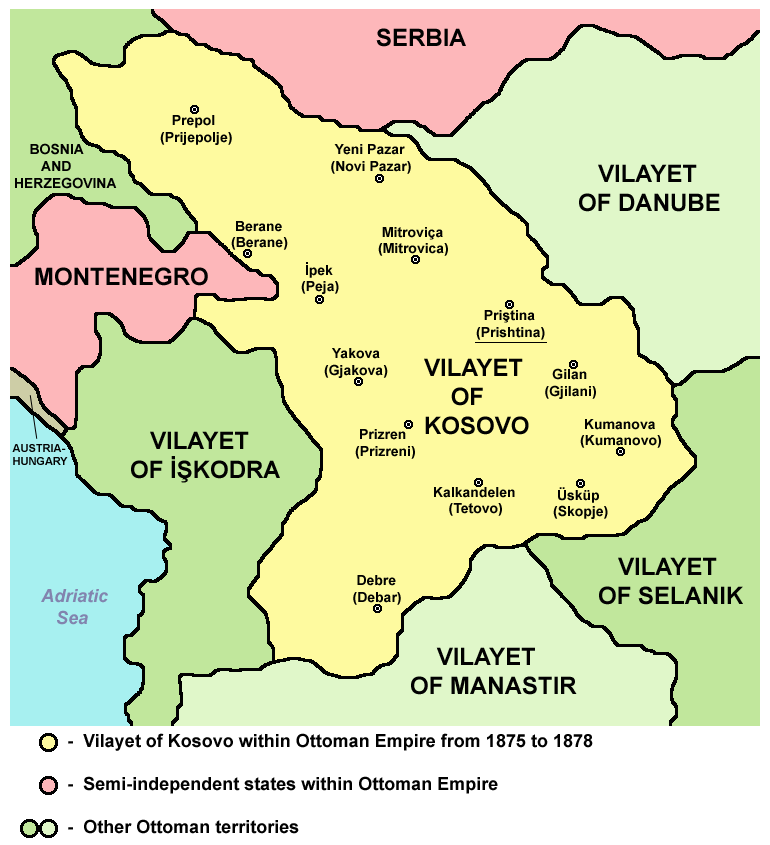

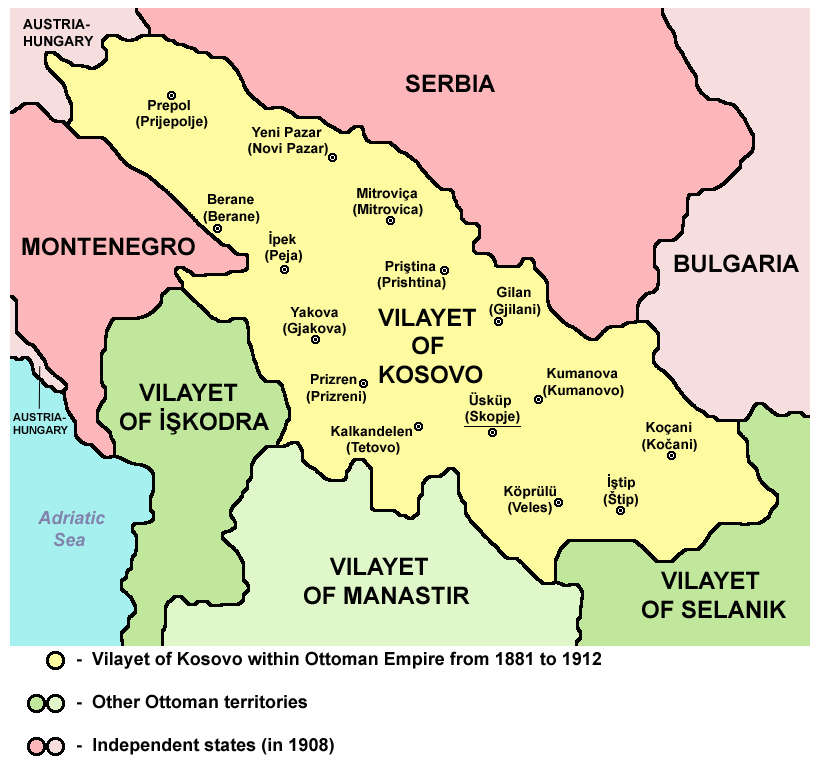

I samband med kriget mellan Osmanska riket och Habsburg och dess allierade 1683-1699 reste sig serberna i ett uppror. Då habsburgarna drog sig tillbaka norr om floden Donau vid fredsslutet följde osmanernas hämnd som slog hårt mot den serbiska befolkningen. Därav följde en stor utflyttning av serber; det finns uppgifter om att 37 000 serbiska familjer lämnade Kosovo och angränsande områden till de katolska områden under Habsburg norr om Donau.  

## 1900-talet

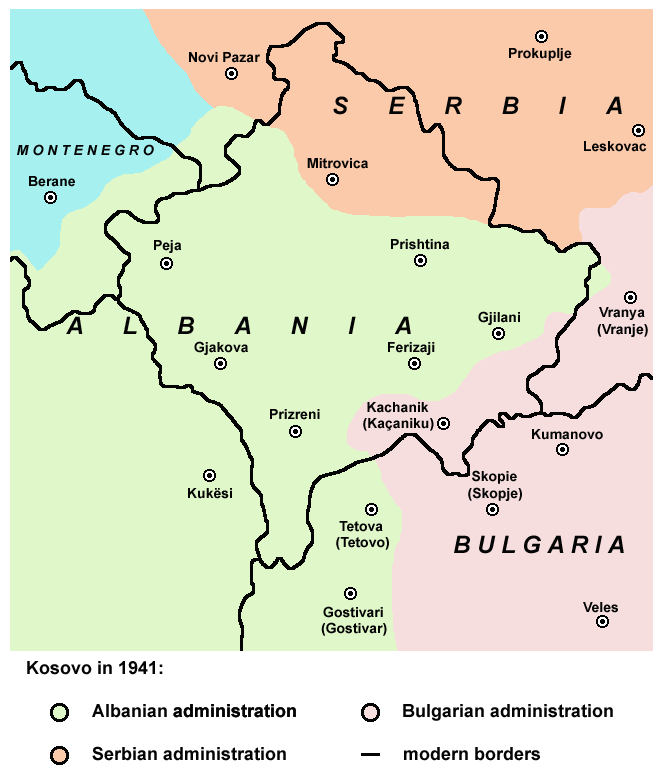

I samband med Balkankrigen 1912 erövrades Kosovo av Serbien från Osmanska riket och i samband med frederna 1913 kom Kosovo att tillhöra Serbien medan området Metohija blev en del av Montenegro. 25 000 albaner mördades det året i Kosovo. Efter första världskriget blev Kosovo en del i det nybildade konungariket Jugoslavien, och närmare än 400 000 albaner deporterades till Turkiet. Under andra världskriget ockuperades Kosovo av det italienska Albanien. Under ledning av den albanska SS Division Skanderbeg mördades 10 000 serber medan ungefär 100 000 flydde Kosovo. År 1944 återtogs Kosovo av de jugoslaviska partisanerna, ledda av Tito. 3 000–25 000 kosovoalbaner dödades och närmare 400 000 utvisades till Turkiet. 1960- och 1970-talen flyttade många serber från provinsen för att bosätta sig i Serbien (framför allt Vojvodina) eftersom levnadsstandarden där var betydligt bättre än i Kosovo som förblev den fattigaste delen av Jugoslavien. En annan anledning kan vara det hårda tryck som följde från Titos regering.
Kosovo var en autonom provins i delrepubliken Serbien i Jugoslavien fram till 1989 då Slobodan Milošević avskaffade Kosovos självstyre, vilket bidrog till missnöje hos den albanska befolkningen. Milošević' avskaffande av Kosovos privilegier försämrade albanernas situation avsevärt. Hundratusentals albaner emigrerade till väst (bland annat 40 000 till Sverige). Kosovos folkvalde president Ibrahim Rugova ledde den albanska befolkningen genom sin antivåldspolitik fram till 1997, då väpnad konflikt bröt ut och Kosovokonflikten var ett faktum.

## Kosovokrigetoch 2000-talet
År 1999 inledde NATO ett krig mot Serbien, som då drog tillbaka de sista trupperna från Kosovo den 12 juni 1999. Sedan dess har Kosovo administrerats av FN genom. Ett visst antal kulturminnesmärken, som de medeltida serbiska klostren och kyrkorna, har förstörts av albanska extremister. Under 2006 hade den kosovoalbanska ledningen och Serbien börjat under FN:s medling förhandla om Kosovos slutliga status med tidsfristen satt till mitten av 2007. En överväldigande majoritet av den albanska befolkningen i Kosovo ville ha ett självständigt Kosovo medan bland annat den serbiska befolkningen var emot. I april 2007 lade FN:s chefsförhandlare Martti Ahtisaari fram en plan för Kosovo som skulle genomföras på längre sikt under internationell övervakning. I planen framgår bland annat att Kosovo skulle få övervakad självständighet och rätten att skaffa egna nationella symboler: så som till exempel en egen flagga, nationalsång och söka medlemskap i internationella organisationer, bland annat världsbanken. Den kosovoalbanska ledningen var i huvudsak positiv till förslaget medan det avvisades av den serbiska sidan. Eftersom Ryssland hittills vägrat att rösta för ett förslag som inte stöds av Serbien har FN beslutat att ett nytt förslag skall nås till november 2007. Den kosovoalbanska ledningen strävar efter självständighet, med stöd från USA och ett flertal EU-länder, medan den serbiska ledningen motsätter sig detta, med stöd från bland annat Ryssland, då de anser det vara ett brott mot Serbiens integritet som självständig stat och ett hot mot stabiliteten i regionen. Serbien är dock villigt att ge Kosovo en stor autonomi inom landet. Eftersom Martti Ahtisaaris förslag inte godtags av samtliga parter har nu Ryssland, USA, Storbritannien, Italien, Frankrike och Tyskland organiserat en gemensam grupp under FN:s övervakning för att förhandla med Serbien och den kosovoalbanska ledningen.
Den 16 februari 2008 gav EU klartecken till Eulex. Det är en mission som ska ta över ansvaret för Kosovo från FN och hjälpa regionen att bygga upp polis, tull, samt stats- och rättsväsende. På söndagen den 17 februari 2008 röstade Kosovos parlament enhälligt för att den tidigare serbiska provinsen skulle förklaras självständig. Den 15 juni 2008 röstade Kosovos parlament i Pristina för att en ny konstitution skulle antas.
Serbiens nuvarande regering har sagt att Serbien inte kommer erkänna en självständighetsförklaring. Den 28 juni 2008 öppnade den serbiska minoriteten i Kosovo ett eget parlament i staden Mitrovica som en markering emot självständighetsförklaringen och för att bidra till samordning med Serbiens regering i Belgrad.